# Botia striata
Botia striata es una especie de pez del género Botia, familia Botiidae. Fue descrita científicamente por Narayan Rao en 1920.
Se distribuye por Asia: India. La longitud estándar (SL) es de 7,8 centímetros. Habita en arroyos de montaña. Está clasificada como una especie marina inofensiva para el ser humano.